# Erycibe schlechteri
Erycibe schlechteri är en vindeväxtart som beskrevs av Pilger. Erycibe schlechteri ingår i släktet Erycibe och familjen vindeväxter. Inga underarter finns listade i Catalogue of Life.